# Поневолення жінок
Поневолення жінок (англ. The Subjection of Women) - есе англійського філософа, політичного економіста і державного службовця Джона Стюарта Мілля, опубліковане в 1869 році. Робота є результатом думок та ідей, які Мілль обговорював і розвивав протягом двох десятиліть зі своєю майбутньою дружиною Гаррієт Тейлор Мілль. Його донька Гелен Тейлор зараз зазвичай, але не завжди, вказується як співавтор. 
Темою есе, яке вважається одним з найважливіших творів феміністичної теорії 19 століття, являє собою фундаментальну критику нерівноправного соціального становища жінок. Характерні політичні та моральні аргументи Мілля, знайомі з його праць "Про свободу", "Принципи політичної економії", а також "Роздуми про представницьку демократію", були знову підняті в памфлеті й загострені до зв'язку між ліберальною культурою та гендерним порядком. На момент публікації вимога гендерної рівності була викликом чинним нормам положення чоловіків та жінок в Європі.  

## Аргументи
Мілль критикує аргумент про те, що жінки від природи гірше справляються з деякими речами, ніж чоловіки, і тому їх слід знеохочувати або табуювати їм займатися ними. Він каже, що ми просто не знаємо, на що здатні жінки, тому що ніколи не давали їм спробувати - не можна робити авторитетне твердження без доказів. Ми не можемо заборонити жінкам пробувати щось, тому що вони можуть не впоратися. Аргумент, заснований на спекулятивній фізіології, є лише спекуляцією. 
Прагнення людства втрутитися від імені природи... є зовсім непотрібною турботою. Те, чого жінки за своєю природою не можуть робити, забороняти їм зовсім зайве
У цьому чоловіки суперечать самі собі, оскільки вони кажуть, що жінки не можуть виконувати певну діяльність, і при цьому хочуть перешкодити їм у цьому. Тут Мілль припускає, що чоловіки визнають, що жінки здатні виконувати певну діяльність, але чоловіки не хочуть, щоб вони її виконували. Чи можуть жінки це робити, чи ні, треба з'ясовувати на практиці. Насправді ми не знаємо, якою є жіноча природа, тому що вона настільки занурена в те, яким чином вони були виховані. Мілль пропонує нам перевірити, що жінки можуть і чого не можуть робити — експериментувати. 
Я заперечую, що хтось знає або може знати природу обох статей, доки вони розглядаються лише в їх теперішньому відношенні один до одного. Доки не будуть створені умови рівності, ніхто не зможе оцінити природні відмінності між жінками і чоловіками, якими б спотвореними вони не були. Те, що є природним для обох статей, можна з'ясувати, лише дозволивши обом вільно розвивати і використовувати свої здібності.
Жінок виховують так, ніби вони слабкі, емоційні, покірні — це традиційне упередження. Якби ми спробували досягти рівності, то побачили б, що декотрі жінки мають певні переваги у роботі. Вони були б позбавлені нещастя, коли чоловіки вказували б їм, що робити. І була б користь для суспільства в цілому — подвоїлася б маса інтелектуальних ресурсів, доступних для вищого служіння людству. Вивільнилися б ідеї й потенціал половини населення, що справило б величезний вплив на розвиток людства. 
Есе Мілля має явно утилітарний характер з трьох причин: Безпосереднє вище благо, збагачення суспільства, та індивідуальний розвиток. 
Якщо суспільство справді хоче виявити те, що є справді природним у гендерних відносинах, стверджував Мілль, воно повинно створити вільний ринок для всіх послуг, які виконують жінки, забезпечивши справедливу економічну винагороду за їхній внесок у загальний добробут. Тільки тоді їхній практичний вибір буде відповідати їх справжнім інтересам і здібностям. 
Мілль вважав, що емансипація та освіта жінок матиме позитивні наслідки й для чоловіків. Стимул жіночої конкуренції та спілкування однаково освічених осіб призведе до більшого інтелектуального розвитку всіх. Він наголошував на підступних наслідках постійного спілкування з неосвіченою дружиною чи чоловіком. Мілль вважав, що чоловіки й жінки одружуються для того, щоб слідувати звичаям, а стосунки між ними є суто побутовими. Емансипація жінок, вважав Мілль, дасть їм змогу краще спілкуватися на інтелектуальному рівні зі своїми чоловіками, покращуючи тим самим стосунки. 
Мілль нападає на шлюбні закони, які він порівнює з рабством жінок: "не залишається законних рабів, окрім господині кожного будинку". Він натякає на те, що підданство жінок стає непотрібним, як і рабство до нього. Він також обґрунтовує необхідність реформування законодавства про шлюб, зведення його до ділової угоди, що не накладає жодних обмежень на жодну зі сторін. Серед цих пропозицій — зміна законодавства про спадкування, що дозволить жінкам зберігати власне майно, а також надання жінкам можливості працювати поза домом, здобуваючи незалежну фінансову стабільність. 

Знову звучить питання виборчого права для жінок. Жінки складають половину населення, тому вони також мають право голосу, оскільки політична політика стосується і жінок. Він вважає, що більшість чоловіків будуть голосувати за тих депутатів, які будуть підпорядковувати собі жінок, тому жінкам необхідно надати право голосу для захисту власних інтересів. 
За яких би умов і в яких би межах не допускалися чоловіки до виборчого права, немає жодної тіні виправдання для того, щоб не допускати до нього жінок.
Мілль вважав, що навіть у таких нерівних суспільствах, як Англія та Європа, вже можна знайти докази того, що жінки, якщо їм дати шанс, можуть досягти успіху. Він вказував на таких англійських королев, як Єлизавета І або Вікторія, або французька патріотка Жанна д'Арк. Якщо дати жінкам шанс, вони досягнуть успіху і в інших сферах, і їм треба дати можливість спробувати. 

## Висновки
З плином часу інтерпретація Міллем окремих тем змінювалася. Протягом багатьох років Мілль вважався непослідовним філософом, який писав про низку окремих питань. Послідовність у його підході ґрунтується на утилітаризмі та благу суспільства. 

### Утилітаризм
Ніщо не повинно виключатися тільки тому, що це "неправильно" або тому, що ніхто не робив цього в минулому. Коли ми розглядаємо нашу політику, ми повинні прагнути до найбільшого щастя найбільшої кількості людей. Це призводить до наступу на загальноприйняті світоглядні позиції. Якщо ви хочете зробити щось незаконним, вам потрібно довести, яка шкода завдається. Індивідуум краще за інших знає свої власні інтереси. 

### Поступ суспільства
Найбільше благо розуміється в дуже широкому сенсі як моральний та інтелектуальний розвиток суспільства. Різні суспільства знаходяться на різних стадіях розвитку або рівнях цивілізації. Для них можуть бути потрібні різні рішення. Важливо те, як ми заохочуємо їх до подальшого розвитку. Те ж саме можна сказати і про окремих людей. Мілль має цілком конкретне уявлення про індивідуальний прогрес: (1) використання вищих здібностей; (2) моральний розвиток, коли люди ставлять позаду вузькі егоїстичні інтереси. 

### Самодостатність особистості
Ми незалежні, здатні до змін і до раціонального мислення. Індивідуальна свобода забезпечує найкращий шлях до морального розвитку. Розвиваючись, ми здатні керувати собою, приймати власні рішення і не залежати від того, що нам говорить хтось інший. Демократія — це форма самостійності. Це означає: 
- Особиста свобода: Поки ми не завдаємо шкоди іншим, ми повинні мати можливість виражати власну природу й експериментувати зі своїм життям.
- Свобода розпоряджатися власною долею: Цивілізовані люди все більше здатні приймати власні рішення і захищати свої права. Представницьке правління також є корисним способом змусити нас думати про спільне благо.
- Свобода як для жінок, так і для чоловіків: Всі аргументи Мілля стосуються як чоловіків, так і жінок. Попередні уявлення про різну природу чоловіків і жінок ніколи не були належним чином перевірені. Жінки також можуть брати участь у вирішенні власних справ.

## Переклад українською
- Про свободу та інші есе /// Поневолення жінок / Пер. з англ. — К: Видавництво Соломії Павличко Основи, 2001. — 463 с. — ISBN 966-500-540-5